# Micrommata virescens
Micrommata virescens es una especie de araña araneomorfa de la familia esparásidos. El macho mide unos 9 mm y la hembra puede alcanzar los 14 mm. Aunque vive por toda Europa es más frecuente encontrarla en regiones meridionales. Lo más llamativo de esta especie es su brillante color verde. Una de sus particularidades es que su apareamiento dura mucho (incluso 7 horas). Los capullos se colocan en refugios que las arañas costruyen entre las hojas.